# Mike Luckovich
Mike Luckovich (né le 28 janvier 1960 à Seattle) est un dessinateur de presse américain qui travaille pour The Atlanta Journal-Constitution depuis 1989 et est diffusé dans plus de 150 journaux aux États-Unis. Auteur réputé, il a remporté deux prix Pulitzer du dessin de presse (1995, 2006) et reçu le Prix Reuben en 2005.

## Récompenses
- 1995 : Prix Pulitzer du dessin de presse pour ses dessins dans l'Atlanta Journal
- 2002 : Prix du dessin de presse de la National Cartoonists Society pour ses dessins dans l'Atlanta Journal-Constitution
- 2005 : Prix Reuben pour l'ensemble de son œuvre
- 2006 : Prix Pulitzer du dessin de presse pour ses dessins dans l'Atlanta Journal-Constitution
- 2017 : Prix du dessin de presse de la National Cartoonists Society